# 2020年東京パラリンピックのマダガスカル選手団
2020年東京パラリンピックのマダガスカル選手団は、2021年8月24日から9月5日まで日本の東京で開催された2020年東京パラリンピックマダガスカル選手団の名簿。

## 選手団
- 人員: 選手 1人
- 開会式旗手:（ボランティア）

## 種目別選手・スタッフ名簿及び成績

### 陸上
| 選手                   | 種目         | 予選      | 予選       | 準決勝   | 準決勝   | 決勝     | 決勝     |
| 選手                   | 種目         | 結果      | 順位       | 結果     | 順位     | 結果     | 順位     |
| ---------------------- | ------------ | --------- | ---------- | -------- | -------- | -------- | -------- |
| オレリー・ファラヴァビ | 女子100m T11 | 14秒29 PB | 11位 (3着) | 予選敗退 | 予選敗退 | 予選敗退 | 予選敗退 |
| オレリー・ファラヴァビ | 女子200m T11 | 棄権      | 棄権       | 予選敗退 | 予選敗退 | 予選敗退 | 予選敗退 |